# Centro Cultural Peruano Japonés

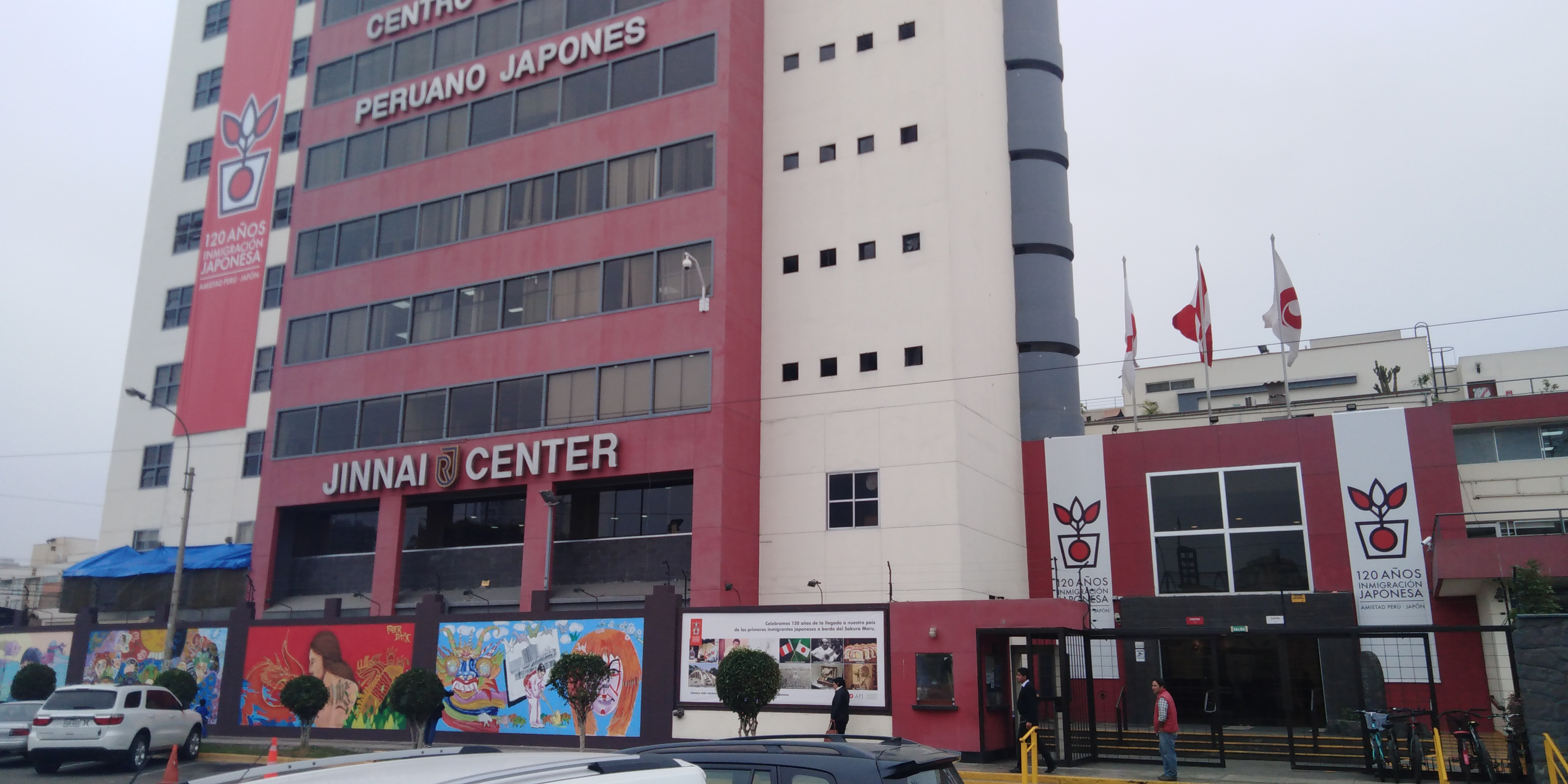
Centro Cultural Peruano Japonés, ubicado en el distrito de Jesús María, en Lima, Perú.

El Centro Cultural Peruano Japonés (siglas: CCPJ) es el centro cultural de la Asociación Peruano Japonesa. Se inauguró el 12 de mayo de 1967 como un espacio de encuentro y difusión de las distintas manifestaciones del arte, tradiciones y cultura peruana y japonesa. El complejo del Centro Cultural Peruano Japonés se ubica en el distrito de Jesús María, en Lima, Perú. En su interior se ubica el Museo de la Inmigración Japonesa al Perú.

## Historia
El complejo del Centro Cultural Peruano Japonés de la APJ se inauguró el 12 de mayo de 1967. Durante estas más de cuatro décadas, el Centro Cultural Peruano Japonés ha sido escenario de conciertos, festivales, exposiciones, proyecciones de cine, cursos, deportes, concursos de literatura, origami, manga, entre otras actividades. El aniversario número 40 se celebró en mayo del 2007, ese año las actividades conmemorativas en el centro cultural se expandieron teniendo como fecha central el mes de noviembre, fecha en que se celebró el aniversario número 90 de la Asociación Peruano Japonesa y el trigésimoquinto aniversario de la Semana Cultural del Japón.

## Sede
La sede del Centro Cultural Peruano Japonés está ubicada en la Av. Gregorio Escobedo 783 en el área de la Residencial San Felipe, en el distrito de Jesús María, en Lima, Perú. EL CCPJ es también sede de la Asociación Peruano Japonesa.

## Unidad de cursos
El Centro Cultural Peruano Japonés posee la unidad de cursos, en esta se brinda enseñanza sobre distintas disciplinas japonesas, entre ellas están el idioma japonés, aikido, karate, origami, kendo, judo, literatura japonesa, origami, manga, etc.